# Solanum lucani
Solanum lucani är en potatisväxtart som beskrevs av Ferdinand von Mueller. Solanum lucani ingår i släktet skattor som ingår i familjen potatisväxter. Inga underarter finns listade i Catalogue of Life.